# Jacques Zimako
Jacques Atre, dit Jacques Zimako, né le 28 décembre 1951 à Lifou en Nouvelle-Calédonie et mort le 8 décembre 2021 à Ajaccio en Corse, est un footballeur international français.

## Biographie
C'est d'abord à Bastia qu'il se fait connaître et remarquer en tant qu'ailier gauche. Pourtant, il ne participe pas à l'épopée européenne du club, le quittant pour Saint-Étienne, les deux clubs ayant trouvé un accord avec les prêts de Jean-François Larios, Félix Lacuesta et Dominique Vésir. C'est donc à l'ASSE que cet ailier néo-calédonien, à la vitesse et aux crochets déroutants, obtient la consécration et avec laquelle il est champion de France 1981 dans l'équipe où évoluent aussi Michel Platini, Gérard Janvion, Johnny Rep ou Patrick Battiston. 
Premier joueur kanak à jouer en équipe de France, il participe à la  qualification pour la Coupe du monde de football 1982 en Espagne. Joker de luxe, il entre souvent pour marquer, c'est le cas contre le club de la Juventus de Turin ou encore l'Irlande en 1981.
Zimako a une particularité rare : celle de marquer sur corner direct. Il le fait notamment le 12 décembre 1979, en 8e de finale de la Coupe UEFA, lors du match retour contre l'Aris Salonique (3-3). Après son titre de champion, il signe à Sochaux avant de revenir terminer sa carrière à Bastia.
De retour en Nouvelle-Calédonie après sa carrière de joueur professionnel, il essaye d'y développer le football néo-calédonien, dont il déplore l'immobilisme, et le manque de valorisation de son potentiel.
Il revient ensuite en Corse, et vit à Sartène.
Sa dernière apparition sur un terrain remonte au 25 Septembre 2021, durant laquelle il donne le coup d'envoi du derby SCB/ACA, à Furiani, au côté de Toussaint Martinetti, ancien joueur ajaccien. 
Il meurt le 8 décembre 2021 à l'âge de 69 ans.

## Carrière
- 1972-1977 :  SEC Bastia
- 1977-1981 :  AS Saint-Étienne
- 1981-1983 :  FC Sochaux-Montbéliard
- 1983-1985 :  SEC Bastia[3]

## Palmarès

### En club
- Champion de France en 1981 avec l'AS Saint-Étienne
- Finaliste de la Coupe de France en 1981 avec l'AS Saint-Étienne
- Vainqueur du Tournoi de Toulouse 1980 avec l'AS Saint-Étienne
- Vainqueur du Tournoi de la communauté urbaine de Lille en 1979 avec l'AS Saint-Étienne

### En équipe de France
- 13 sélections et 2 buts entre 1977 et 1981[4]

### Statistiques
- 388 matches et 92 buts en Division 1